# Гангстер
Га́нгстер (англ. gangster от англ. gang — банда, шайка) — член преступного сообщества. Термин «гангстер» в русском языке используется главным образом в отношении членов преступных организаций в США.

## Ранняя история
Американские общество и культура развивались, новые иммигранты переселялись в США. В связи с сложностью получения гражданства большинство иммигрантов пыталось вступать в банды и получать документы. В 1923 были случаи получения паспортов с фамилиями знаменитых мафиози. В 1925 году был выдан первый паспорт с изменённой фамилией Дуглас Гангстер. Первыми крупными бандами в Нью-Йорке XIX века были ирландские банды, такие, как Whyos и Мёртвые кролики. За ними последовала итальянская банда «Пять углов», а позже еврейская Eastman Gang.
Были также банды местных, выступавших против иммиграции, такие как Bowery Boys.

## Времена Сухого закона
Стереотипный образ американского гангстера непосредственно ассоциируется с организованной преступностью во времена Сухого закона в 1920-х и 1930-х годах.

### Аль Капоне
В 1919 году Восемнадцатая поправка к Конституции США запретила продажу, производство и перевозку алкоголя для потребления. Многие банды продавали алкоголь нелегально с огромной прибылью и использовали грубое насилие для установления влияния и защиты своих интересов. Часто офицеры полиции и политические деятели оплачивались или принуждались для продолжения деятельности. Аль Капоне был в тот период одним из влиятельнейших гангстеров. Рождённый в Вильямсбурге, Бруклин, в 1899 году родителями-иммигрантами, Капоне был завербован в Five Points Gang в начале 1920-х. Капоне хотел подчинить своему контролю бо́льшую часть незаконной деятельности, такой как азартные игры, проституция и бутлегерство, в Чикаго в начале двадцатого столетия.

### Лаки Лучано
Лаки Лучано (имя при рождении Сальваторе Лукания), сицилийский гангстер, рассматривается как отец современной организованной преступности и тайный руководитель массивной послевоенной экспансии международной торговли героином. Он был первым официальным боссом семьи Дженовезе и связан с организацией руководящего состава американской мафии.

## После Сухого закона

### Альберт Анастазия
Альберт Анастазия был боссом банды в течение многих лет до 1957 года, когда Карло Гамбино убил его, желая от него избавиться.

### Карло Гамбино
Гамбино родился в Палермо, а в возрасте 21 года нелегально перебрался в США. С помощью своих родственников Кастеллано присоединился к семье Массерия. Пока Лаки Лучано был правой рукой босса в семье Массерия, Гамбино работал на него. После того как Лучано убил Массерию, Лучано стал боссом, и Гамбино был послан в семью Скализе. Позже Скализе освободил место, и Виченцу Мангано стал боссом до 1951 года, когда Мангано исчез. Его тело не было найдено.

### Фрэнк Костелло

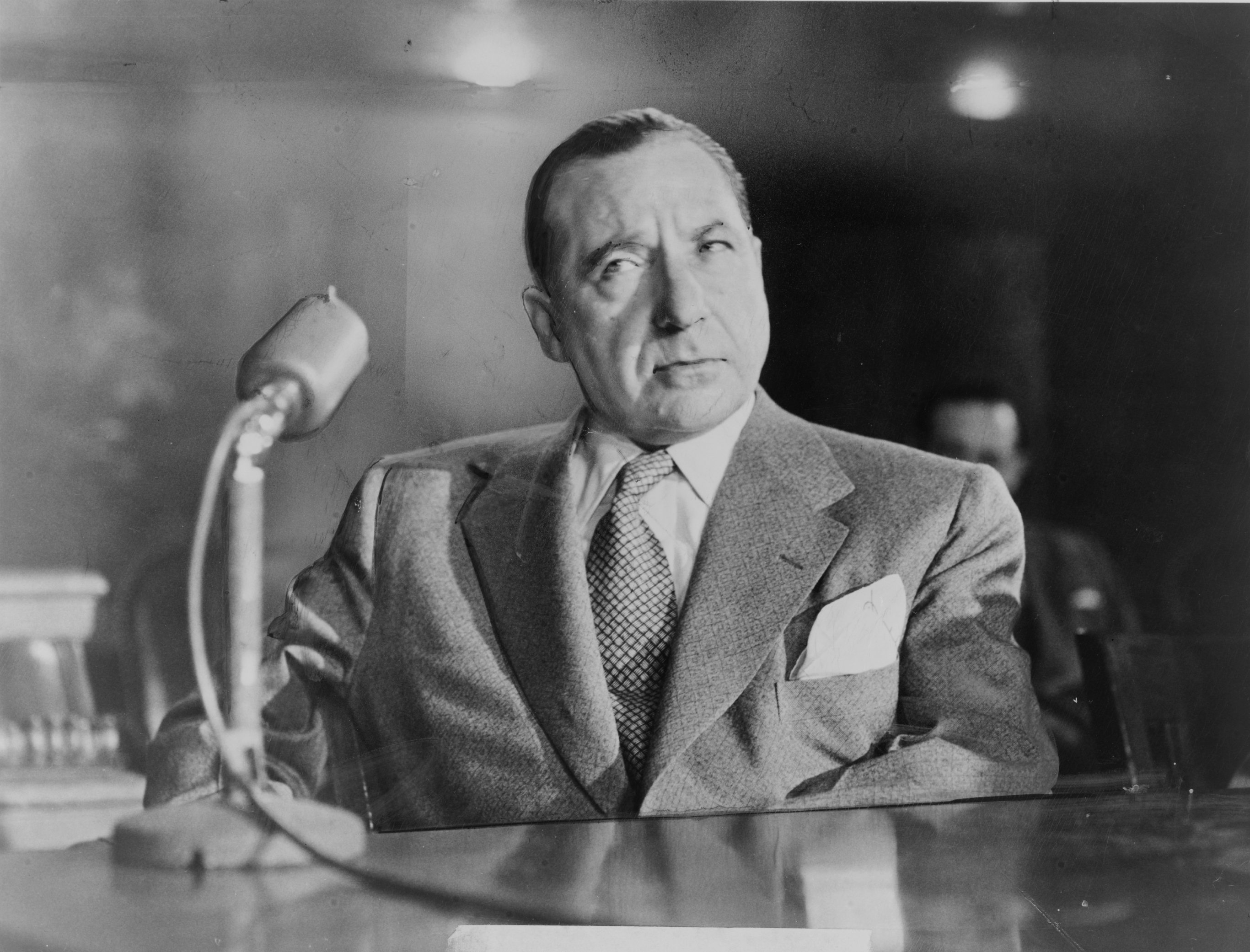
Фрэнк Костелло свидетельствует перед, расследующим деятельность организованной преступности.

Фрэнк Костелло — ещё один влиятельный гангстер. Он родился в горной деревне в Калабрии, Италия. В возрасте четырёх (по другим данным, девяти) лет переселился в США.
В 13 лет, присоединившись к банде, изменил своё имя с Франческо Кастилья на Фрэнк Костелло. Изменение имени побудило некоторых людей ошибочно считать его ирландцем. Продолжал совершать мелкие преступления и оказывался в тюрьме за нападения и грабежи в 1908, 1912 и 1917 годах. В 1918 году женился на еврейке, сестре близкого друга. В том же году провёл десять месяцев в тюрьме за тайное ношение оружия. После освобождения решил избегать уличного рэкета и использовать для криминального бизнеса свой мозг. Костелло заявил, что больше никогда не возьмёт в руки оружие.
Он работал с Лаки Лучано в бутлегерстве и игорном бизнесе. Имел большое политическое влияние, что позволяло ему продолжать свой бизнес. Когда Лучано был арестован, Костелло принял на себя руководство бандой и расширил её деятельность.
Отойдя от дел, сохранял влияние в нью-йоркской мафии; был прозван премьер-министром преступного мира. Умер в 1973 году в возрасте 82 лет от сердечного приступа.

### Томми Морелло
Родился в 1943 году в штате Огайо. Имел кличку «Цепь». Начал заниматься сутенёрством в двадцать лет. Позже основал наркокартель. В 1979 году занялся рэкетом. В качестве капореджиме при нем состоял Карло Жан Спринт. Позже русская мафия убила Карло и весь коллектив гангстеров. Морелло пришлось скрываться. В 1998 году был случайно встречен полицией. Суд признал его виновным и назначил наказание в виде смертной казни на электрическом стуле.

## В культуре
Гангстеры изображены в американской массовой культуре в фильмах, таких, как «Джонни Д.», «Однажды в Америке», «Крёстный отец», «Война», «Гангстер», «Месть Аль Капоне», «Лицо со шрамом», «Славные парни», и в телевизионных передачах и сериалах (напр., «Клан Сопрано», «Подпольная империя»).
- Гангстерский фильм